# Polohy
Polohy (em ucraniano:  Пологи, em russo:  Пологи) é uma cidade da Ucrânia, situada no Oblast de Zaporíjia. Tem 16 km² de área e sua população em 2020 foi estimada em 18.658 habitantes.